# J. P. Wickersham Crawford
James Pyle Wickersham Crawford (Lancaster, Pensilvania, 19 de febrero de 1882 - 1939) fue un hispanista estadounidense.

## Biografía
Miembro de una antigua familia, entró en el College de la Universidad de Pensilvania en 1898 y estudió en la Escuela de Graduados de 1902 a 1904; en dicho lugar fue discípulo del hispanista Hugo Albert Rennert. Los dos años siguientes los pasó estudiando en las Universidades de Grenoble, Madrid y Friburgo. Se doctoró en la primavera de 1906 en la Universidad de Pensilvania y fue admitido como profesor de lenguas románicas allí; luego obtuvo una cátedra del departamento en 1912 y fue nombrado profesor en 1914. Dirigió Modern Language Journal (1920-1924) y la Hispanic Review (1933-1939). Fue asistente y acting director del Modern Foreign Language Study desde 1924 a 1929. También trabajó diez años en el Advisory Board of Educational Research of the International Auxiliary Language Association.

## Obras
Editó el anónimo Entremés del hijo que negó a su padre, la Tragedia de Narciso de Francisco de la Cueva (1909) y escribió Life and Works of Cristóbal Suárez de Figueroa, Filadelfia, 1907, traducido como Vida y obras de Cristóbal Suárez de Figueroa, (Valladolid: Imprenta del Colegio Santiago, 1911) The Spanish pastoral drama (Philadelphia, ¿1915?, reimpreso en Folcroft: Folcroft Press, 1970) y Spanish Drama Before Lope de Vega (1922), cuya última edición revisada es de Philadelphia: University of Pennsylvania Press, 1968, con un suplemento bibliográfico de Warren T. McCready. Entre sus aportaciones cabe destacar una cronología de los versos de Juan Boscán y la identificación de las figuras históricas reales que se encubren tras los personajes de La constante Amarilis, una novela pastoril de Cristóbal Suárez de Figueroa. Identificó algunas fuentes italianas del primitivo periodo petrarquista de Góngora. Artículos suyos importantes son "The Vision Delectable of Alfonso de la Torre and Maimónides' Guide of the Perplexed (de las Publications of the Modern Language Association of America, XXVIII, 2, 1913). También compuso algunas publicaciones pedagógicas para enseñar español, como First Book in Spanish (1925) y una edición de Marianela de Benito Pérez Galdós y El sombrero de tres picos de Pedro Antonio de Alarcón (con notas, vocabulario y ejercicios para los estudiantes de español).
- Datos: Q1681004
- Multimedia: James Pyle Wickersham Crawford / Q1681004